# María de Zozaya
María de Zozaya y Arramendi, auch Zozoya (ca. 1530 in Oyeregui; † 1609 oder 1610) wurde 1609 während der baskischen Hexenprozesse durch die Spanische Inquisition als Hexe verurteilt.
María de Zozaya war eine unverheiratete Frau aus Oyeregui, im Königreich Navarra, Spanien. Sie war Einwohnerin der Stadt Errenteria, in der Provinz Gipuzkoa, und angeblich Teilnehmerin des Hexensabbats in dieser Stadt. Im Jahr 1609 wurde die damals  79-jährige María de Zozaya der spanischen Inquisition übergeben. Sie wurde zusammen mit einer Gruppe von Frauen, die sie angeführt haben soll, vor Gericht gestellt.
Das von ihr erpresste Geständnis beinhaltete unter anderem ein Lob auf sexuelle Lust. Ausgeschmückt wurde es mit der Behauptung, dass sie durch eine Erscheinung in ihrem Bett ersetzt würde, wenn sie zum Hexensabbat ginge. Eine weitere Geschichte nennt einen jungen Priester auf Hasenjagd, die aber einen ganzen Tag erfolglos blieb. Die Schuld wurde María de Zozaya zugeschrieben. Die „gestand“ dann auch, dass sie sich in einen Hasen verwandelt hätte und den Tag vor dem Priester und seinen Hunden hergelaufen wäre, um sie zu verwirren. Sie sagte aus, dass sie so etwas während des Jahres 1609 acht Mal getan hätte.
Sie starb im Alter von 80 Jahren aus unbekannter Ursache im Gefängnis, neun Monate nachdem sie festgesetzt wurde.  Nach ihrem Tod wurden ihre sterblichen Überreste als Teil eines öffentlichen Autodafés verbrannt.

## Nachleben
Judy Chicago widmete ihr eine Inschrift auf den dreieckigen Bodenfliesen des Heritage Floor ihrer 1974 bis 1979 entstandenen Installation The Dinner Party. Die mit dem Namen Maria de Zozoya beschrifteten Porzellanfliesen sind dem Platz mit dem Gedeck für Petronilla de Meath  zugeordnet.